# Иван Матузовић
Иван Матузовић (1886 — 1938) био је учесник Октобарске револуције.

## Биографија
Иван Матузовић рођен је у Горњој Дубици код Босанског Шамца. Био је пекарски радник.  Пре рата је био социјалдемократа. Као аустроугарски војник 1915. пао је у руско заробљеништво. У логору се повезао са руским бољшевицима, а затим суделовао у револуцији у Украјини.
После победе револуције ради у Москви на организацији Југословенске комунистричке групе при РКП(б). Крајем 1918. по партијском задатку одлази у Мађарску, где учествује у борби за успостављање Мађарске Совјетске Републике. Након њене победе у марту 1919. организује Југословенски Комунистичку фракцију у Будимпешти и постаје њен председник и командант свих југословенских црвеноармијских јединица у саставу мађарске Црвене армије, која брани мађарску комуну. Био је близак пријатељ Беле Куна. Ова Фракција развила је живу дјелатност за припрему револуције у Југославији; штампала је велик број летака и брошура. Фракција је издавала лист „Црвена застава", који је растуран и у Југославији. После слома Мађарске Совјетске Републике живео је у Бечу, где је ухапшен. Био је активан у клубу југословенских студената марксиста у Бечу, основаном 1919. године. Матузовић је учествовао у припремању револуције у Југославији, која је наводно требала започети 1. маја 1919. године. Било је предвиђено да притекну у помоћ југословенском пролетаријату и јединице мађарске Црвене армије. Међутим, власти Краљевине СХС су сазнале да се припрема устанак.
По повратку у Краљевину СХС, Матузовић је ухапшен. Један је од оптужених у афери Дијамантштајн, првом антикомунистичком процесу у Краљевству Срба, Хрвата и Словенаца 1919. године.
По изласку из затвора враћа се у Москву, где живи и ради као политички емигрант. Радио је као инспектор у фабрици хлеба на периферији Москве. Ухапшен је 17. фебруара 1938. и осуђен на смрт због "шпијунске и диверзантске делатности". Стрељан је 5. априла 1938. године на Бутиловском полигону крај Москве.
Посмртно је рехабилитован септембра 1957. године.